# Букоши, Буяр
Буяр Букоши (алб. Bujar Bukoshi; 13 мая 1947, Сува-Река, Югославия — 10 июня 2025, Германия) — косовский политик, министр здравоохранения Косово в первом правительстве Хашима Тачи. Также он был премьер-министром самопровозглашённой Республики Косово с 1991 по 2000 год.

## Биография
Получив начальное образование в Призрене, он окончил медицинскую школу Белградского университета (1971), учился в докторантуре в Берлине, Германия (1986). Работал врачом, как специалист в области урологии, он стал адъюнкт-профессором на факультете медицины в Приштинском университете. Букоши является одним из основателей Демократической лиги Косово и был избран лидером партии.
Букоши был женат на Зане и имел троих детей. Умер 10 июня 2025 года в возрасте 78 лет в Германии, где проходил лечение от рака.